# Haruhiro Yamashita
Haruhiro Yamashita(-Matsuda) (山下 治広, Yamashita Haruhiro), né le 11 novembre 1938 à Uwajima, est un gymnaste japonais.

## Palmarès

### Jeux olympiques
- Tokyo 1964
  -  médaille d'or au concours par équipes
  -  médaille d'or au saut de cheval

### Championnats du monde
- Prague 1962
  -  médaille d'or au concours par équipes
  -  médaille d'argent au saut de cheval

- Dortmund 1966
  -  médaille d'or au concours par équipes
  -  médaille d'or au saut de cheval